# L'incorruttibile
L'incorruttibile o Colui che non sta al gioco (Der Unbestechliche) è una commedia in cinque atti di Hugo von Hofmannsthal, rappresentata per la prima volta al Raimundtheater di Vienna nel 1923.

## Trama
La commedia di Hofmannsthal è ambientata nella tenuta di campagna di una ricca famiglia aristocratica in Bassa Austria nel 1912, un'epoca di poco precedente la prima guerra mondiale.
Una baronessa, suo figlio Jaromir e Anna, la moglie di Jaromir, aspettano l'arrivo di due ospiti, in realtà entrambe amanti di Jaromir. L'Incorruttibile del titolo è il maggiordomo Theodor, il protagonista della commedia, uomo intelligente, abile e devoto alla famiglia, in particolare alla memoria del defunto padrone di casa; Theodor si adopera affinché le due ospiti siano allontanate e il giovane Jaromir sia riportato sulla retta via.

## Edizioni
- Hugo von Hofmannsthal, Der Unbestechliche: Lustspiel in fünf Akten, Frankfurt am Main: Fischer, 1956
- Hugo von Hofmannsthal, L'incorruttibile: commedia in cinque atti; a cura di Gabriella Rovagnati, Roma: Editoria & Spettacolo, 2008, Coll. Ripercorsi, ISBN 978-88-89036-49-5
- Hugo von Hofmannsthal, L'incorruttibile; traduzione di Elena Raponi, Torino: Einaudi, 2010, Coll. Collezione di teatro n. 420, ISBN 978-88-06-18323-3

## Rappresentazioni televisive
- L'incorruttibile, con Bianca Galvan, Giovanna Gagliardo, Nada Cortese, Ennio Balbo, Wanda Capodaglio, Michele Malaspina, Nando Gazzolo, regia di Enrico Colosimo, trasmessa il 9 marzo 1962 su Rai 1
- Colui che non sta al gioco, traduzione di Vittorio Sermonti, con Lea Padovani, Paolo Bonacelli, Elisabetta Pozzi, Massimo Serato, regia di Giorgio Albertazzi, trasmessa il 1º luglio 1985 su Rai 2[1]